# Paracolletes convictus
Paracolletes convictus är en biart som först beskrevs av Cockerell 1909.  Paracolletes convictus ingår i släktet Paracolletes och familjen korttungebin. Inga underarter finns listade i Catalogue of Life.